# Pokrovske (Dnipropetrovsk)
Pokrovske (en ucraniano: Покровське) es un pueblo ucraniano perteneciente al óblast de Dnipropetrovsk. Situado en el este del país, es parte del raión de Sinélnikove y centro del municipio (hromada) homónimo.

## Toponimia
El nombre del asentamiento en ruso es Pokróvskoye (en ruso: Покровское). 

## Geografía
Pokrovske se encuentra a orillas del río Vovcha, 127 km al sureste de Dnipró, 118 km al noroeste de Donetsk y a 94 km al este de Zaporiyia. 

## Historia
En el otoño de 1673, Iván Sirkó y los cosacos de Zaporiyia se encontraron con un gran destacamento de tártaros, los derrotaron, tomaron muchos prisioneros y luego regresaron al Sich, ocurriendo en esta zona. Pokrovske fue mencionado por primera vez en documentos históricos en 1779, siendo parte del uyezd de Aleksandrovsk de la gobernación de Yekaterinoslav.
Durante la Segunda Guerra Mundial, el pueblo fue ocupado por el avance de las tropas alemanas en octubre de 1941 pero el 14 de septiembre de 1943 fue liberado por unidades del Ejército Rojo.
El pueblo obtuvo el estatus de asentamiento de tipo urbano en 1957.
Hasta el 18 de julio de 2020, Pokrovske fue el centro del raión de Pokrovske. El raión fue abolido en julio de 2020 como parte de la reforma administrativa de Ucrania, que redujo el número de raiones del óblast de Dnipropetrovsk a siete. El territorio del raión de Pokrovske se fusionó con el raión de Sinélnikove. En 2023, Pokrovske perdió el estatus de asentamiento de tipo urbano debido a la eliminación de este estatus administrativo.

## Demografía
La evolución de la población de Pokrovske entre 1959 y 2022 fue la siguiente:
| 4300                                                          | 5552 | 9770 | 8600 | 10 169 | 12 080 | 11 701 | 10 457 | 10 264 | 11 848 | 9489 |
| (Fuente: Cities & Towns of Ukraine y UKRAINE: Größere Städte) |      |      |      |        |        |        |        |        |        |      |

Según el censo de 2001, la lengua materna de la mayoría de los habitantes, el 94,22%, es el ucraniano; y del 4,94%, el ruso.

## Infraestructura

### Transporte
Por Pokrovske pasan las carreteras N15 (Zaporiyia-Donetsk) y T0401 (Dnipró-Melitópol) y la estación de tren de Mechetna en la línea Chápline-Berdiansk. 

## Galería

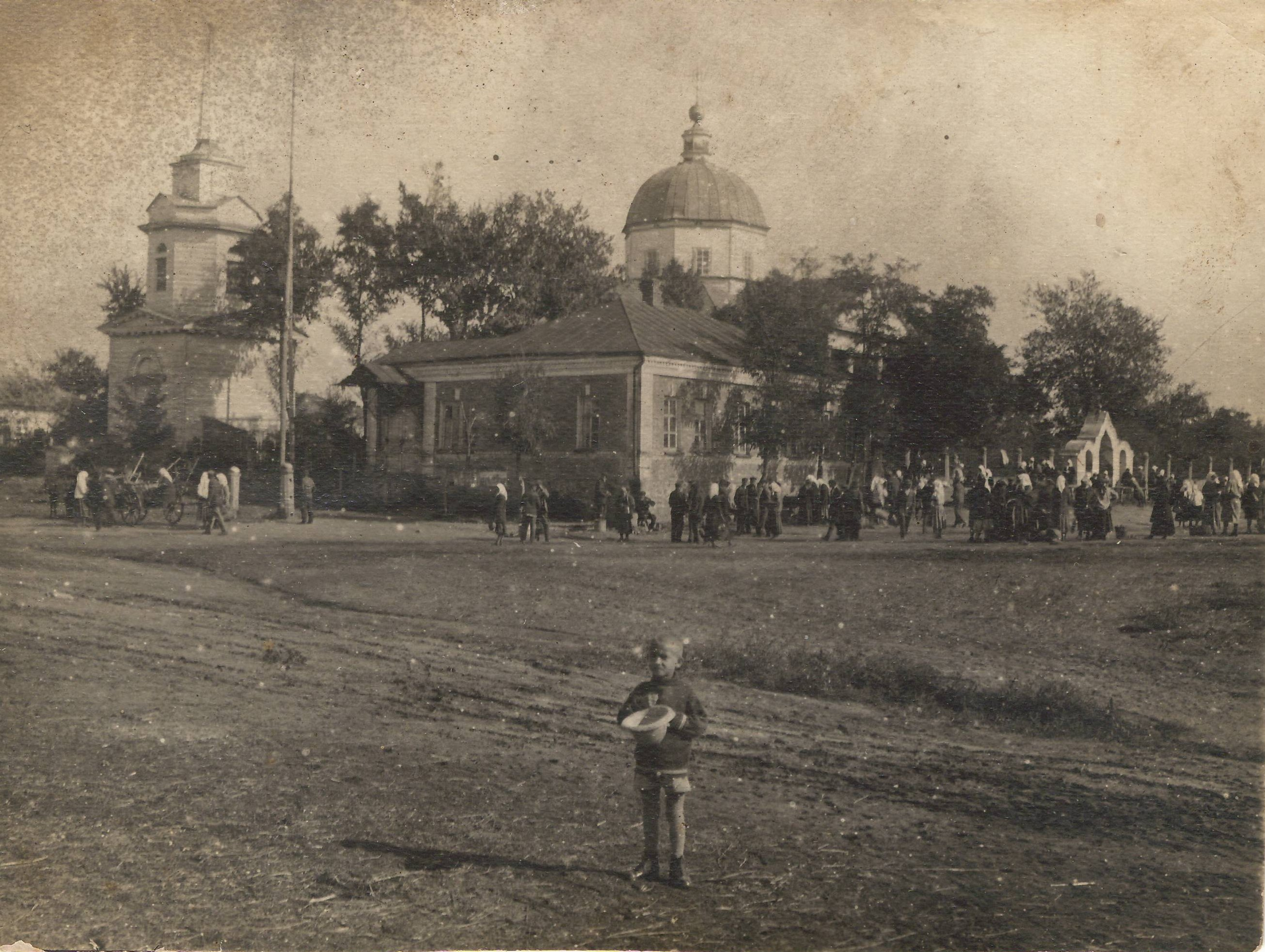
Escuela en la década de 1930
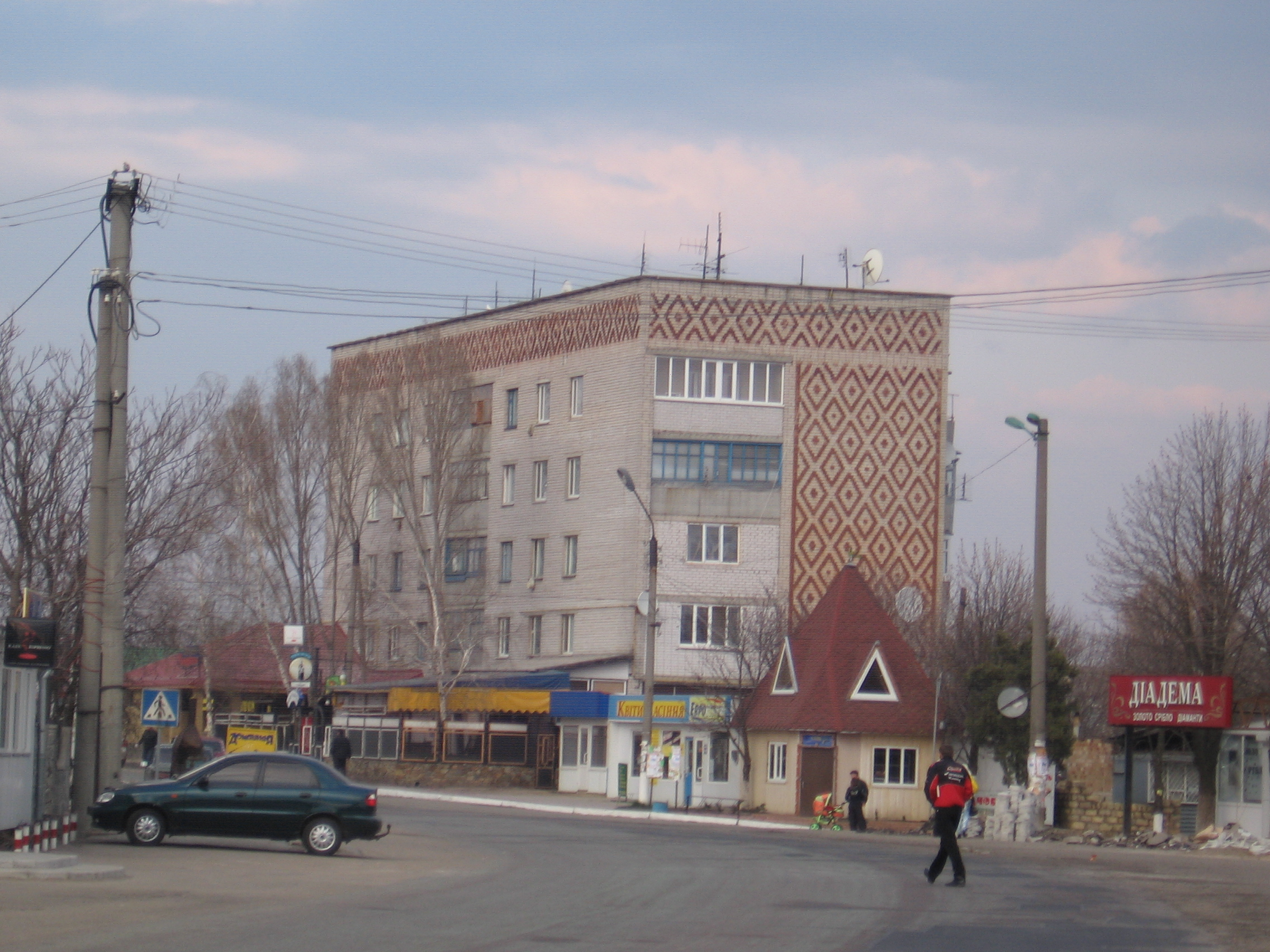
Calle en Pokrovske
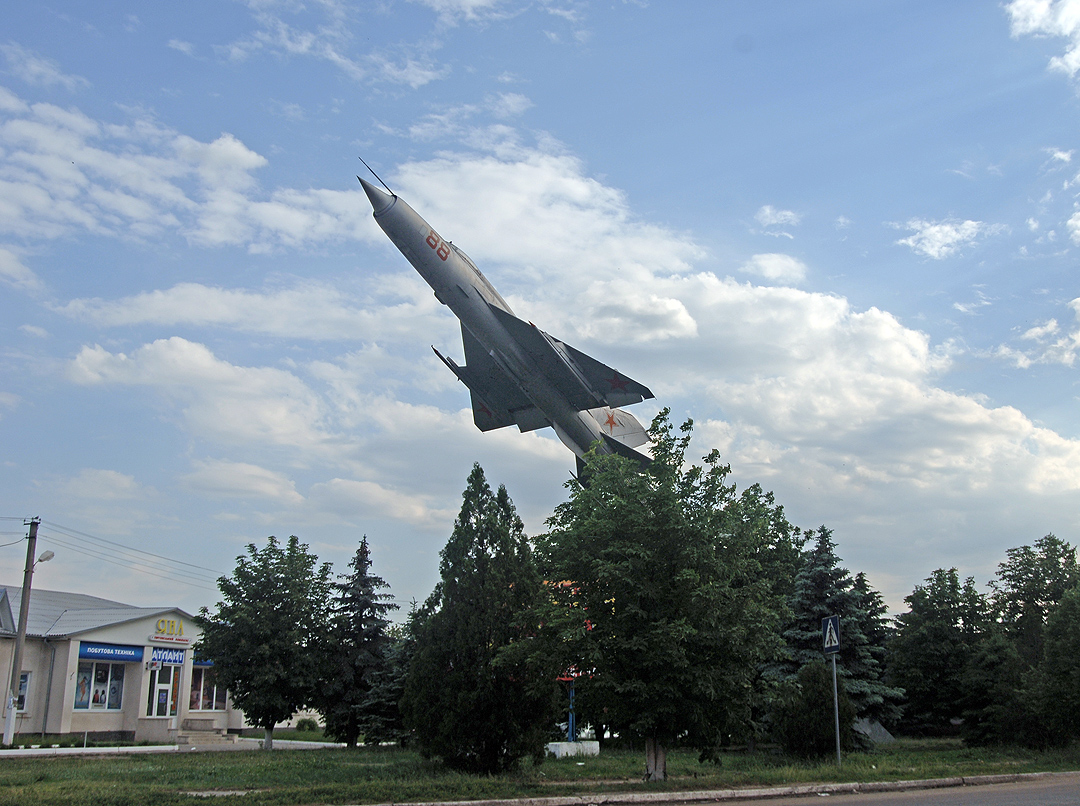
Monumento con un avión soviético